# Rapala phrangida
Rapala phrangida är en fjärilsart som beskrevs av Hans Fruhstorfer 1912. Rapala phrangida ingår i släktet Rapala och familjen juvelvingar. Inga underarter finns listade.